# (16646) Sparrman
(16646) Sparrman ist ein Asteroid des Hauptgürtels, der am 19. September 1993 vom belgischen Astronomen Eric Walter Elst am Observatoire de Calern (IAU-Code 910) entdeckt wurde.
Der Asteroid ist Teil der Vesta-Familie, einer großen Gruppe von Asteroiden, benannt nach (4) Vesta, dem zweitgrößten Asteroiden und drittgrößten Himmelskörper des Hauptgürtels.
Der Asteroid wurde am 6. Januar 2007 nach dem schwedischen Arzt, Botaniker und Ornithologen Anders Erikson Sparrman (1748–1820) benannt, einem Schüler Linnés, der 1772 James Cook auf dessen zweiter Weltumsegelung begleitete.